# Miss Universo España
Miss Universo España (en inglés y oficialmente Miss Universe Spain) es un concurso de belleza que se celebra anualmente desde el año 2013 para elegir a la representante española en el certamen de Miss Universo. La actual Miss Universo España es Andrea Valero, representante de Galicia.

## Historia
Fue fundado en 2012 por la empresa Be Beautiful Spain tras la desaparición de Miss España, aunque no fue hasta 2013 cuando se celebró el primer certamen.
En 2012 se anunció por sorpresa la apertura de cástines para este nuevo concurso, confirmando así la desaparición de Miss España. Los cástines para seleccionar las primeras candidatas se celebraron los días 1, 2 y 3 de septiembre en el IFEMA de Madrid y los cástines finales para seleccionar a las 15 concursantes los días 15 y 16 de septiembre. Tras dos meses, saltó la noticia de que finalmente la representante española en Miss Universo 2012 sería Andrea Huisgen, Miss España 2011, que tuvo que renunciar a su contrato con la antigua organización para poder ser elegida internamente como Miss Universe Spain 2012. De esta forma la realización de la primera gala fue pospuesta hasta el año siguiente.
Ya en 2013, concretamente en agosto, se abrió el proceso de selección para elegir a la Miss España Universo 2013. Tras un casting interno, el 21 de agosto se publicaron los nombres de las doce candidatas que participarían en el concurso.  El 11 de septiembre en el Hotel Ada Palace de Madrid se celebró el certamen, resultando ganadora la ex-Miss España 2008 Patricia Yurena Rodríguez, que no pudo participar en Miss Universo 2008 por ser menor de edad.
Tras el buen resultado obtenido en Miss Universo 2013 por la candidata española, que consiguió la segunda posición en el certamen, el 19 de abril de 2014 se abrió el casting para elegir a las candidatas a ser coronada como Miss España Universo 2014. La gala final en un principio se iba a realizar el 23 de agosto en Marbella (Málaga) como parte del Starlite Festival, pero fue cancelada pocos días antes por motivos desconocidos y realizada el 28 de octubre del mismo año en el Teatro Bodevil de Madrid.
El 30 de julio de 2015 tuvo lugar la tercera edición del certamen de belleza Miss España Universo. Se llevó a cabo como parte del Starlite Festival de Marbella. Desiré Cordero, Miss España Universo 2014, coronó a Carla Barber García como su sucesora, la cual representó a España en el certamen Miss Universo 2015.
La cuarta edición del certamen tuvo lugar el 5 de diciembre de 2016. Se llevó a cabo en el Teatro Barceló de la ciudad de Madrid. Sofía del Prado, segunda finalista de Miss España Universo 2015 y ganadora de Reina Hispanoamericana 2015, coronó a Noelia Freire Benito como Miss España Universo 2016, la cual representó a España en el certamen Miss Universo 2016.
El 24 de septiembre de 2017 en el Teatro Fortuna de Benalmádena (Málaga) se llevó a cabo la quinta edición del certamen. En su segundo intento resultó vencedora Sofía del Prado, representante de Castilla-La Mancha, coronándose Miss España Universo 2017. Representó a España en Miss Universo 2017 colocándose dentro del top 10.
Miss Universo España 2018, fue la sexta edición del certamen. Se llevó a cabo el 29 de junio de 2018 en el Auditorio August, Palau Firal i de Congressos de Tarragona, España. El evento fue transmitido en vivo y directo a nivel nacional por las cuarenta y dos televisoras regionales que forman el grupo Cadena Local TV y también vía Streaming a través del canal oficial en Youtube Org. Be Miss para televidentes alrededor del mundo. Ángela Ponce de Sevilla, se convirtió en la primera persona transgénero en ganar el certamen Miss Universo España y ser candidata al Miss Universo.

### Cambio de organización (2020-presente)
Tras Miss Universo 2019, la organización Be Miss se desvincula de Miss Universo España, por lo que el certamen pasa a manos de la organización, Nuestra Belleza España.

## Lista de ganadoras
| #  | Año  | Miss España Universo             | Representación       | Ciudad anfitriona    | Lugar en Miss Universo |
| -- | ---- | -------------------------------- | -------------------- | -------------------- | ---------------------- |
| 1  | 2012 | Andrea Huisgen Serrano           | Barcelona            | Elegida internamente | No clasificó           |
| 2  | 2013 | Patricia Yurena Rodríguez Alonso | Tenerife             | Madrid               | Primera finalista      |
| 3  | 2014 | Desiré Cordero Ferrer            | Sevilla              | Madrid               | Top 10                 |
| 4  | 2015 | Carla Barber                     | Las Palmas           | Marbella             | No clasificó           |
| 5  | 2016 | Noelia Freire Benítez            | Ciudad Real          | Madrid               | No clasificó           |
| 6  | 2017 | Sofía del Prado Prieto           | Albacete             | Benalmádena          | Top 10                 |
| 7  | 2018 | Ángela María Ponce Camacho       | Sevilla              | Tarragona            | No clasificó           |
| 8  | 2019 | Natalie Ortega                   | Barcelona            | Madrid               | No clasificó           |
| 9  | 2020 | Andrea Martínez Fernández        | León                 | Tenerife             | No clasificó           |
| 10 | 2021 | Sarah Loinaz Marjaní             | Guipúzcoa            | Tenerife             | No clasificó           |
| 11 | 2022 | Alicia Lisette Faubel de Correa  | Comunidad Valenciana | Tenerife             | Top 16                 |
| 12 | 2023 | Athenea Pérez Nsue               | Murcia               | Tenerife             | Top 10                 |
| 13 | 2024 | Michelle Jiménez                 | Islas Baleares       | Tenerife             | No Clasificó           |
| 14 | 2025 | Andrea Valero                    | Galicia              | Los Realejos         |                        |

## Ganadoras por delegaciones
| Title | Provincia            | Año        |
| ----- | -------------------- | ---------- |
| 2     | Sevilla              | 2014, 2018 |
| 1     | Galicia              | 2025       |
| 1     | Baleares             | 2024       |
| 1     | Murcia               | 2023       |
| 1     | Comunidad Valenciana | 2022       |
| 1     | Guipúzcoa            | 2021       |
| 1     | León                 | 2020       |
| 1     | Barcelona            | 2019       |
| 1     | Albacete             | 2017       |
| 1     | Ciudad Real          | 2016       |
| 1     | Las Palmas           | 2015       |
| 1     | Tenerife             | 2013       |

## Representación internacional
: Declarada como ganadora
     : Terminó como finalista
     : Terminó como una de las semifinalistas o cuartofinalistas
     : Terminó como ganadora de premios especiales
De 1960 a 2012, la ganadora de Miss España representa a su país en el Miss Universo. En 2013, BE MISS ORG. se hizo cargo de la franquicia de Miss Universo y la ganadora de Be Miss Universo España participa en el concurso de Miss Universo. Desde 2020, la Organización Nuestra Belleza España maneja la licencia de Miss Universo.
| Año                                                                               | Comunidad autónoma | Miss Universo España             | Posición en Miss Universo | Premios especiales     |
| --------------------------------------------------------------------------------- | ------------------ | -------------------------------- | ------------------------- | ---------------------- |
| 2025                                                                              | Galicia            | Andrea Valero                    |                           |                        |
| 2024                                                                              | Baleares           | Michelle Jiménez                 | No Clasificó              |                        |
| 2023                                                                              | Murcia             | Athenea Paulinha Pérez Nsué      | Top 10                    | - Miss Simpatía        |
| 2022                                                                              | Valencia           | Alicia Lisette Faubel de Correa  | Top 16                    |                        |
| 2021                                                                              | Guipúzcoa          | Sarah Loinaz Marjaní             | No clasificó              |                        |
| 2020                                                                              | León               | Andrea Martínez Fernández        | No clasificó              |                        |
| Be Miss Universo España                                                           |                    |                                  |                           |                        |
| 2019                                                                              | Barcelona          | Natalie Ortega Tafjord           | No clasificó              |                        |
| 2018                                                                              | Sevilla            | Ángela Ponce Camacho             | No clasificó              |                        |
| 2017                                                                              | Albacete           | Sofía del Prado Prieto           | Top 10                    |                        |
| 2016                                                                              | Ciudad Real        | Noelia Freire Benito             | No clasificó              |                        |
| 2015                                                                              | Las Palmas         | Carla García Barber              | No clasificó              |                        |
| 2014                                                                              | Sevilla            | Desirée Cordero Ferrer           | Top 10                    |                        |
| 2013                                                                              | Tenerife           | Patricia Yurena Rodríguez Alonso | Primera finalista         |                        |
| Miss España                                                                       |                    |                                  |                           |                        |
| 2012                                                                              | Barcelona          | Andrea Huisgen Serrano           | No clasificó              |                        |
| 2011                                                                              | Teruel             | Paula Guilló Sempere             | No clasificó              |                        |
| Miss Universo España - Casting de Miss España, tras aplazarse el Miss España 2010 |                    |                                  |                           |                        |
| 2010                                                                              | Tenerife           | Adriana Reverón Moreno           | No clasificó              |                        |
| Representantes españolas de Miss España                                           |                    |                                  |                           |                        |
| 2009                                                                              | La Coruña          | Estíbaliz Pereira Rábade         | No clasificó              |                        |
| 2008                                                                              | Madrid             | Claudia Moro Fernández           | Top 10                    |                        |
| 2007                                                                              | Guipúzcoa          | Natalia Zabala Arroyo            | No clasificó              |                        |
| 2006                                                                              | Málaga             | Elisabeth Reyes Villegas         | No clasificó              |                        |
| 2005                                                                              | Gerona             | Verónica Hidalgo                 | No clasificó              |                        |
| 2004                                                                              | Jaén               | María Jesús Ruiz Garzón          | No clasificó              |                        |
| 2003                                                                              | Sevilla            | Eva María González Fernández     | No clasificó              |                        |
| 2002                                                                              | Almería            | Vania Millán Miras               | No clasificó              |                        |
| 2001                                                                              | Lérida             | Eva Sisó Casals                  | Top 10                    |                        |
| 2000                                                                              | Las Palmas         | Helen Lindes Griffiths           | Segunda finalista         | - Miss Fotogénica      |
| 1999                                                                              | Pontevedra         | Diana Nogueira González          | Segunda finalista         |                        |
| 1998                                                                              | Murcia             | María José Besora Villanueva     | No clasificó              |                        |
| 1997                                                                              | Vizcaya            | Inés Sáinz Esteban               | No clasificó              |                        |
| 1996                                                                              | Sevilla            | María José Suárez Benítez        | No clasificó              |                        |
| 1995                                                                              | Soria              | María Reyes Vázquez              | No clasificó              |                        |
| 1994                                                                              | Córdoba            | Raquel Rodríguez Hidalgo         | No clasificó              |                        |
| 1993                                                                              | Las Palmas         | Eugenia Santana Alba             | Top 10                    | - Miss Fotogénica      |
| 1992                                                                              | Valladolid         | Virginia García Álvarez          | No clasificó              |                        |
| 1991                                                                              | Cádiz              | Esther Arroyo Bermúdez           | No clasificó              |                        |
| 1990                                                                              | Sevilla            | Raquel Revuelta Armengou         | No clasificó              |                        |
| 1989                                                                              | Córdoba            | Eva María Pedraza López          | No clasificó              |                        |
| 1988                                                                              | Las Palmas         | Sonsoles Artigas Mederos         | No clasificó              |                        |
| 1987                                                                              | Málaga             | Remedios Cervantes Montoya       | No clasificó              |                        |
| 1986                                                                              | Málaga             | Isabel Tur Espinosa              | No clasificó              |                        |
| 1985                                                                              | Sevilla            | María Teresa Sánchez López       | Primera finalista         |                        |
| 1984                                                                              | Vizcaya            | Garbiñe Abasolo García           | No clasificó              | - Miss Fotogénica      |
| 1983                                                                              | Teruel             | Ana Isabel Herrero García        | Top 12                    |                        |
| 1982                                                                              | Málaga             | Cristina Pérez Cottrell          | No clasificó              |                        |
| 1981                                                                              | Las Palmas         | Francisca Ondiviela              | No clasificó              |                        |
| 1980                                                                              | Asturias           | Yolanda María Hoyos Vega         | No clasificó              |                        |
| 1979                                                                              | Las Palmas         | Gloria María Valenciano          | No clasificó              |                        |
| 1978                                                                              | Islas Baleares     | Guillermina Ruiz Doménech        | Segunda finalista         |                        |
| 1977                                                                              | Tenerife           | Luz María Polegre Hernández      | Top 12                    |                        |
| 1976                                                                              | Pontevedra         | Olga Fernández Pérez             | No clasificó              |                        |
| 1975                                                                              | Tenerife           | Consuelo Martín López            | No clasificó              |                        |
| 1974                                                                              | Málaga             | Amparo Muñoz Quesada             | Miss Universo 1974        |                        |
| 1973                                                                              | Sevilla            | Rocío Martín Madrigal            | Tercera finalista         | - Mejor Traje Nacional |
| 1972                                                                              | Madrid             | María del Carmen Muñoz           | No clasificó              |                        |
| 1971                                                                              | Cádiz              | Josefina Román Gutiérrez         | Top 12                    |                        |
| 1970                                                                              | Tenerife           | Noelia Afonso Cabrera            | No clasificó              |                        |
| 1969                                                                              | Valencia           | María Amparo Rodrigo Lorenzo     | No clasificó              |                        |
| 1968                                                                              | País Vasco         | Yolanda Legarreta Urquijo        | No clasificó              |                        |
| 1967                                                                              | Córdoba            | Paquita Delgado Sánchez          | Top 15                    |                        |
| 1966                                                                              | Málaga             | Paquita Torres Pérez             | Top 15                    | - Miss Simpatía        |
| 1965                                                                              | Barcelona          | Alicia Borrás                    | No clasificó              |                        |
| 1964                                                                              | Madrid             | María José Ulla Madronero        | No clasificó              |                        |
| 1963                                                                              | Tenerife           | María Rosa Pérez Gómez           | No clasificó              |                        |
| 1962                                                                              | Barcelona          | Conchita Roig Urpi               | No clasificó              |                        |
| 1961                                                                              | Madrid             | Pilar Gil Ramos                  | No clasificó              |                        |
| 1960                                                                              | Málaga             | María Teresa del Río             | Cuarta finalista          |                        |